# Carlos Andrés Marroquín
Carlos Andrés Marroquín Luna (Bogotá, 24 de octubre de 1985) es un político colombiano, que fue destituido como gobernador del Putumayo por doble militancia.

## Biografía
Nació en Bogotá, capital de Colombia, en octubre de 1985, en el seno de una familia de políticos. Se crio en Mocoa, capital de Putumayo, realizando sus estudios primarios y secundarios en la Institución Educativa Nacional Pío XII de la misma ciudad. Más adelante, se graduó como Administrador de Empresas y Administrador de Empresas Agropecuarias; así mismo, posee una especialización en Gerencia de Proyectos.
Se desempeñó como coordinador en la Fundación Nativos y como interventor de la Secretaría de Agricultura de Putumayo. En las elecciones regionales de 2019, resultó electo miembro de la Asamblea Departamental de Putumayo por el Partido de la U con 3.012 votos. Presidió la asamblea en el período 2020.
En las elecciones regionales de 2023 se presentó como candidato a la Gobernación de Putumayo por una coalición entre el Partido de la U y el Partido La Fuerza de la Paz. Con 63.184 votos, equivalentes al 43,7% del total, resultó elegido Gobernador.